# Route nationale 854
Pour les articles homonymes, voir Route 854.
La route nationale 854, ou RN 854, est une ancienne route nationale française reliant Savines-le-Lac au Lauzet-Ubaye. Cette route a été créée en 1961 à la suite de la mise en eau du lac de Serre-Ponçon du fait de la construction du barrage.

## Histoire
La mise en eau du lac de Serre-Ponçon a entraîné une profonde modification de la desserte des vallées de l'Ubaye et de la Durance affectant les routes nationales 94, 100 (submergées en partie) et 542 et entraînant la disparition de la RN 94C.
Pour « débloquer » l'accès à la vallée de l'Ubaye, deux nouvelles routes ont été tracées dont la liaison entre Barcelonnette et Embrun qui correspond à la route nationale 854, s'écartant de la RN 100 après Le Lauzet en venant de Barcelonnette, s'élevant « sur le versant droit de la vallée jusqu'au Sauze » puis en « regagnant Savines par la vallée de la Durance ». Cette route est d'ailleurs la plus « touristique ».
La réforme de 1972 entraîne le déclassement de cette route, l'État confiant alors la gestion aux départements des Hautes-Alpes (avec effet au 1er avril 1973) et des Alpes-de-Haute-Provence (au 1er janvier 1973) : elle devient la RD 954.

## Tracé
- Savines-le-Lac 44° 31′ 35,03″ N, 6° 24′ 05,15″ E
- Les Eygoires, commune de Savines-le-Lac 44° 31′ 07,29″ N, 6° 23′ 05,47″ E
- Pontis 44° 30′ 43,86″ N, 6° 21′ 23,32″ E
- Le Sauze-du-Lac 44° 28′ 42,87″ N, 6° 18′ 55,38″ E
- Cimetière d'Ubaye 44° 27′ 53,4″ N, 6° 21′ 40″ E
- Le Lauzet-Ubaye 44° 26′ 16,75″ N, 6° 25′ 03,43″ E

## Sites remarquables
- commune du Sauze-du-Lac : les Demoiselles Coiffées
- Lac de Serre-Ponçon et retenues